# Henry Fa'afili

a Compétitions nationales et continentales officielles uniquement.

b Matchs officiels uniquement.
Dernière mise à jour le 3 novembre 2021.
Henry Fa’afili, né le 30 mai 1980, est un joueur samoan de rugby à XV et de rugby à XIII évoluant au poste de centre ou ailier. Il est international samoan à XIII et à XV et international néo-zélandais à XIII.

## Biographie
Henry Fa'afili a fréquenté la Manurewa High School et le De La Salle College. Il a été sélectionné en rugby à XIII pour l'équipe scolaire de Nouvelle-Zélande puis pour les Junior Kiwis en 1998.
Il commence sa carrière professionnelle en 2000 pour les Warriors d'Auckland, où il marque 38 essais en 3 saisons. Il signe en 2004 à Warrington en Angleterre, où il inscrit 70 essais en 3 saisons (il est le meilleur marqueur de la Super League en 2007).
Il s'engage à XV en 2007 en signant à Biarritz, où il ne parvient pas à inscrire le moindre essai. Il poursuit sa carrière en Angleterre à Leeds puis en Irlande pour la province du Connacht.